# Cynopotamus
Genre
Cynopotamus est un genre de poissons d'eau douce téléostéens de la famille des Characidae (ordre des Characiformes).

## Liste d'espèces
Selon FishBase (15 août 2023) :
- Cynopotamus amazonum (Günther, 1868)
- Cynopotamus argenteus (Valenciennes, 1836)
- Cynopotamus atratoensis (Eigenmann, 1907)
- Cynopotamus bipunctatus Pellegrin, 1909
- Cynopotamus essequibensis Eigenmann, 1912
- Cynopotamus gouldingi Menezes, 1987
- Cynopotamus juruenae Menezes, 1987
- Cynopotamus kincaidi (Schultz, 1950)
- Cynopotamus magdalenae (Steindachner, 1879)
- Cynopotamus tocantinensis Menezes, 1987
- Cynopotamus venezuelae (Schultz, 1944)
- Cynopotamus xinguano Menezes, 2007

## Systématique
Le nom valide complet (avec auteur) de ce taxon est Cynopotamus Valenciennes, 1850.
Cynopotamus a pour synonymes :
- Anacrytus
- Cyrtocharax Fowler, 1907

## Étymologie
Le nom générique, Cynopotamus, dérivé du grec ancien κυνός, kynós, « de chien », et  ποταμός, potamós, « fleuve », fait référence à leurs dents acérées et bien visibles.